# Corps de Tate
En mathématiques, un corps de Tate, défini pour un nombre premier {\displaystyle p} et noté {\displaystyle \mathbb {C} _{p}} ou parfois {\displaystyle \Omega _{p}}, est le complété de la clôture algébrique du corps {\displaystyle \mathbb {Q} _{p}} des nombres p-adiques. D'après le lemme de Krasner, il est algébriquement clos.
C'est un corps qui sert notamment en analyse rigide (en).